# ابن ظافر الأزدي
ابن ظافر الأزدي هو أبو الحسن علي بن ظافر بن الحسين الأزدي وزير مصري، من الشعراء الأدباء المؤرخين مولده ووفاته في القاهرة.

## سيرته
صاحب كتاب (الدول المنقطعة) العلامة البارع جمال الدين أبو الحسن علي ابن العلامة أبي المنصور ظافر بن الحسين الأزدي المصري المالكي الأصولي المتكلم الأخباري.
أخذ الفقه والكلام عن أبيه وجود العربية وشارك في الفضائل، عاش 48 سنة، حيث ولد سنة (567هـ) توفي: في النصف من شعبان سنة ثلاث عشرة وست مائة (613ه) الموافق 26/ 11/ 1216.

## أعماله
وكان فطنا طلق العبارة سيال الذهن جيد التصانيف درس بمدرسة المالكية بمصر بعد والده وترسل إلى الخليفة ووزر للملك الأشرف مدة ثم رجع إلى مصر وولي وكالة السلطان وله كتاب (الدول المنقطعة) فأتى فيه بنفائس وله كتاب (بدائع البدائه) وكتاب (أخبار الشجعان) و(أخبار آل سلجوق) وكتاب (أساس السياسة) إضافة إلى غرائب التنبيهات على عجائب التشبيهات وله نظم حسن.
أخذ عنه: المنذري والشهاب القوصي وأقبل في الآخر على الحديث وأدمن النظر فيه.